# Moawhango River
Der Moawhango River ist ein Fluss in der Region Manawatū-Whanganui auf der Nordinsel Neuseelands.

## Geographie
Der Moawhango River befindet sich am südlichen Ende der Kaimanawa Mountains unterhalb eines 1604 m hohen Gipfels. Er fließt mit mehreren Windungen und unter Aufnahme des Moawhango West River grob in südliche, dann südwestliche Richtung zum Stausee Lake Moawhango. Von dort fließt er in südöstlicher Richtung, knickt dann in eine südwestliche Richtung bis zur Ortschaft Moawhango ab, um dann abermals nach Südosten abzubiegen und bei Taoroa Junction in den Rangitīkei River zu münden, der seine Wasser der Tasmansee zuträgt.

### MoawhangoWest River
Der Moawhango West River ist ein rechter Zufluss des Moawhango River. Er entspringt auf einer Höhe von 1360 m (39° 18′ 7″ S, 175° 48′ 47″ O) und fließt zunächst in östlicher, dann in südlicher Richtung durch den Süden der Kaimanawa Mountains. Nach 12 km mündet er in den Moawhango River.

## Fauna
Der Fluss beheimatet Forellen.

## Infrastruktur
Von der Mündung bei Taoroa Junction bis hinter die Ortschaft Moawhango folgt die Moawhango Road dem Unterlauf des Flusses. Etwa parallel dazu verläuft einige Kilometer südwestlich der New Zealand State Highway 1 zwischen Taihape und Waiouru. Von Waiouru aus führt der SH 1 am Westufer des Lake Moawhango entlang, während die Moawhango Bridge Road von der Stadt zum Fluss führt und diesem bis an den Staudamm folgt.